# Bra (Dragon Ball)
Bra is een fictief figuur uit de manga Dragon Ball en de anime-series Dragon Ball Z en Dragon Ball GT.
Bra is de dochter van Vegeta en Bulma. Haar naam is afgeleid van BH, net zoals haar broer en moeder namen hebben die te maken hebben met ondergoed. Ze verschijnt enkel in de laatste paar afleveringen van Dragon Ball Z, in de originele manga komt ze ook voor. In Dragonball GT maakt ze ook een verschijning, maar blijft toch op de achtergrond. Bra is dan een tiener en is het meest te zien bij haar vader Vegeta.